# Udo Wernitz
Udo Wernitz (* 4. Februar 1968 in Brandenburg (Havel), DDR) ist ein deutscher Politiker der Sozialdemokratischen Partei Deutschlands (SPD). Er ist seit 2019 Mitglied im Landtag Brandenburg.

## Leben
Wernitz erlernte nach der Schule von 1984 bis 1986 den Beruf eines Backwarenfacharbeiters, dem sich von 1989 bis 1992 der Erwerb des Meistertitels als Bäckermeister anschloss. Von 1992 bis 2019 arbeitete er als Außendienstmitarbeiter und Fachberater für Lebensmittelrohstoffe.
Er ist verheiratet, hat drei Kinder, und wohnt in Kloster Lehnin.

## Politik
Wernitz ist seit 2014 Kommunalpolitiker und seit August 2019 Vorsitzender der Gemeindevertretung der Gemeinde Kloster Lehnin. Bei der Landtagswahl in Brandenburg 2019 gelang ihm mit dem Gewinn des Direktmandates im Landtagswahlkreis Brandenburg an der Havel I/Potsdam-Mittelmark I für die SPD Brandenburg der Einzug als Abgeordneter in den Landtag Brandenburg. Bei der Landtagswahl 2024 zog er erneut über das Direktmandat im Wahlkreis Brandenburg an der Havel I/Potsdam-Mittelmark I in den Landtag ein.